# Jesús Lizano
Jesús Lizano (Barcelona, 23 de febrero de 1931 - ibídem, 25 de mayo de 2015) fue un poeta y pensador libertario español. Defendía lo que denominaba Misticismo Libertario, la evolución desde el Mundo Real Salvaje, donde se encuentran todos los animales excepto la especie humana, que ahora se encuentra estancada en el Mundo Real Político, en su camino hacia el Mundo Real Poético, la acracia.
Cursó estudios de filosofía y llegó a impartir docencia en un instituto, donde se hacía llamar "El antiseñor Lizano" y aseguraba el aprobado a todos los alumnos. Publicaba periódicamente "La columna poética y el pozo político" en la revista libertaria Polémica editada en Barcelona.  Escribió numerosos artículos en el diario Avui y en El Ciervo. Su poesía era de carácter oral, lo que le llevó a prodigarse en recitales pasionales y participativos, de los que quedan algunos testimonios en vídeo que llegó a editar. Pero escribió en toda suerte de estilos poéticos, del soneto a la oda. Cultivó también la prosa, desde el diario reflexivo a unas impetuosas cartas al poder literario.

## Acogida
José Luis Aranguren: "Todo Lizano debe ser leído, sí, y en especial repito como muy grave que al lector de poesía española le sean desconocidos esos tres largos y muy importantes poemas, “Los Picapedreros” (Ávila), “El vendedor de globos” y “Los sastres”. El lector y más aun el crítico de poesía se encuentra en gran deuda con Jesús Lizano, en su por ahora última metamorfosis, Lizano de Berceo." (Revista de Occidente)
Joan Perucho: "Jesus Lizano es, en verdad, un gran poeta, por que lo que dice no lo dice nadie y nos trastorna lo que dice, llega al fondo de nuestro ser." (La Vanguardia)
David Castillo: "Misticisme, lirisme contingut, ironia sarcasme, contestació llibertaria…El crit sord, el despullament que busca l’essencia, demostran la maduració, l’ofici, la vocació…un esclat creatiu…Jesús Lizano, un dels autors més silenciats per la crítica oficial." (Avui)
Lorenzo Gomis: "Lizano es un poeta impetuoso, caudaloso, arrebatado, obsesivo. El lector quedará impresionado por la fuerza, variedad, personalidad y riqueza del lenguaje. He aquí un poeta." (Prólogo)